# Dhikr

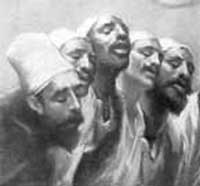
Cantos Dhikr.

El Dhikr (o zikr, zekr o zikar, que significa literalmente «recuerdo, recordatorio o mención, recuerdo de Dios, pronunciamiento, o invocación'; en árabe: ذکر, plural اذكار adhakār) es una forma de meditación y un acto devocionario islámico, caracterizado por la repetición de los nombres de Dios,  o una dua (oración de súplica) o fórmulas tomados del ḥādīz y versos del Corán, con el objeto de recordar a Dios. En el sufismo, en particular, esta práctica meditativa se lleva a cabo de forma muy intensa (por los sufíes o derviches)
Desempeña un papel fundamental en el islam sufí, y cada orden sufí (tariqa) suele adoptar un dhikr específico, que suele ir acompañado de una postura, una respiración y movimientos concretos. En el sufismo, el dhikr se refiere tanto al acto de este recuerdo como a las oraciones utilizadas en estos actos de recuerdo. El dhikr se suele hacer de forma individual, pero en algunas órdenes sufíes se instituye como una actividad ceremonial. Las repeticiones pueden contarse a través de cuentas de oración (Misbaha, en árabe: مِسْبَحَة‎) o con los dedos de la mano. La persona que recita el dhikr recibe el nombre de Dhakir (en árabe: ذَاكِر‎), literalmente «el que recuerda». Al mismo tiempo, el dhikr abarca un significado más amplio en las fuentes islámicas.
El dhikr no debe confundirse con el Salāt, la oración ritual que debe realizarse cinco veces al día y que está asociada a movimientos corporales prescritos. Además, existe la Dua, una súplica personal e informal entre todos los musulmanes. 

## Importancia
Para los musulmanes es el recuerdo de Dios y la mención de ese recuerdo que se practica en forma de letanías de los maravillosos nombres de Dios, tal y como recomienda el Corán. En una dimensión superior, el dhikr es conocido como una meditación y repetición persistente hasta la total comprensión del absoluto.
Hay varios versos en el Corán que enfatizan la importancia de recordar la voluntad de Dios diciendo frases como «Si Dios quiere» (de donde proviene la palabra en español 'ojalá'), «Dios es más sabio» y «Si es tu voluntad». Esta es la base del dhikr. La sura al-Kahf (18), Aya 24 afirma que una persona que se olvida de decir «Si Dios quiere», debería recordar inmediatamente a Dios diciendo: «Tal vez mi Señor me guíe a [algo] más parecido a la rectitud que esto». Otras aleyas incluyen la sura al-Ahzab (33), Aya 41, «¡Oh vosotros que tenéis fe! Recordad a Alá con frecuencia», y la sura ar-Ra'd (13), aleya 28, «quienes tienen fe y cuyos corazones encuentran descanso en el recuerdo de Alá. Mirad. Los corazones encuentran descanso en el recuerdo de Alá». «Le diste a ellos y a sus padres tantas cosas buenas que no pensaron en tus avisos y actuaron apresuradamente y olvidaron el DHIKR finalmente, y así encontraron su destrucción»(25:18). «Cualquiera que dé la espalda al Dhikr del Rahman tendrá un demonio (Jinn) por compañero. El diablo los aparta del buen camino, aunque ellos puedan pensar que están en la ruta correcta» (43:36-37). «Satán se ha convertido en su maestro y les ha hecho olvidar el Dhikr de Alá. Son los aliados de Satán. Los aliados de Satán están perdidos con total seguridad» (58:19).
Los musulmanes creen que el dhikr es una de las mejores maneras de entrar en el nivel superior del Cielo y de glorificar la Unicidad Monoteísta de Dios.
Para los sufíes, el dhikr es una forma de obtener iluminación espiritual y lograr la unión (visal) o la aniquilación (fana) en Dios. Todas las  musulmanas respaldan el uso de cuentas de oración individuales (misbaha) como método de meditación, cuyo objetivo es obtener un sentimiento de paz, la separación de los valores mundanos (dunya) y, en general, fortalecer el Iman (fe).

## Significado en el sufismo

### Dhikrsilencioso y ruidoso
Entre los sufíes, hay quienes practican el dhikr según la sura 7:205 como un ejercicio silencioso y más bien meditativo, y quienes lo practican en voz alta y extática. La primera forma se llama «dhikr del corazón» (ḏikr ḫafī), mientras que la forma audible hacia el exterior se llama «dhikr de la lengua» (ḏikr ǧalī). En la tariqa Naqshbandiyya se ha debatido con frecuencia la cuestión del dhikr en voz alta y en silencio. Sin embargo, la mayoría de los naqshbandíes se adherían al dhikr silencioso. En la tariqa Yasawiyya, en cambio, se practicaba el dhikr en voz alta.
Según Al-Ghazalī, al comienzo del dhikr silencioso se visita una «celda» y se repite la palabra «Alá» en voz alta varias veces para poner el corazón en armonía con Dios. Quienes practican el dhikr silencioso se esfuerzan por repetirlo perpetuamente para que continúe en el corazón incluso en medio de todas las demás actividades (mundanas). Esto corresponde a una conciencia ininterrumpida de la presencia de Dios. Nadschm ad-Dīn al-Kubrā describe este recuerdo continuado de Dios (dawām aḏ-ḏikr) como uno de los ocho prerrequisitos para recorrer el «camino de Yunaid», en referencia a Yunaid de Bagdad, un místico y uno de los santos islámicos más famosos (ṭarīqa al-Ǧunaid).

### El Dhikr y el camino sufí
Algunos sufíes creen que Dios está constantemente presente en el corazón humano y que el dhikr es una especie de herramienta para tomar conciencia de esta presencia divina. Describen el corazón como un «espejo» que ha acumulado una pesada capa de suciedad con el tiempo. En este caso, el dhikr sirve de «agente pulidor» con el que se puede hacer brillar de nuevo este espejo y reflejar así el secreto divino.
En su obra principal Fawāʾiḥ al-ǧamāl, el sufí persa Nadschm ad-Dīn al-Kubrā (m. 1221) describe el recuerdo de Dios como un fuego que quema todo lo que toca. Cuando entra en una casa, dice «yo y no otro» y consume toda la leña que hay. La diferencia entre el fuego del dhikr y el fuego de Satán es que el primero es puro, arde rápido y se eleva hacia arriba, mientras que el segundo es sucio y oscuro y arde lentamente. En un pasaje posterior de su obra, distingue tres etapas de «inmersión» (istiġrāq) en la contemplación de Dios. La primera es la «inmersión de la existencia en el pensamiento de Dios» (istiġrāq al-wuǧūd fī ḏ-ḏikr): Es como un príncipe que invade un territorio. El místico escucha el sonido de los trombones, los tambores, los timbales, luego los sonidos del agua, el viento en los árboles y el zumbido de las abejas. Podría sentir un dolor intenso, e incluso existiría el peligro de que muriera. En la segunda etapa de la contemplación, «el pensamiento de Dios cae en el corazón». El paso a esta etapa se expresa en experiencias visionarias. Finalmente, en la tercera etapa de inmersión, «el pensamiento de Dios cae en el misterio». El místico pierde la conciencia de sus acciones y se absorbe completamente en el objeto de su pensamiento. El pensamiento de Dios ya no abandona al místico, sino que zumba constantemente en su interior.

## Formas de dhikr comunitario

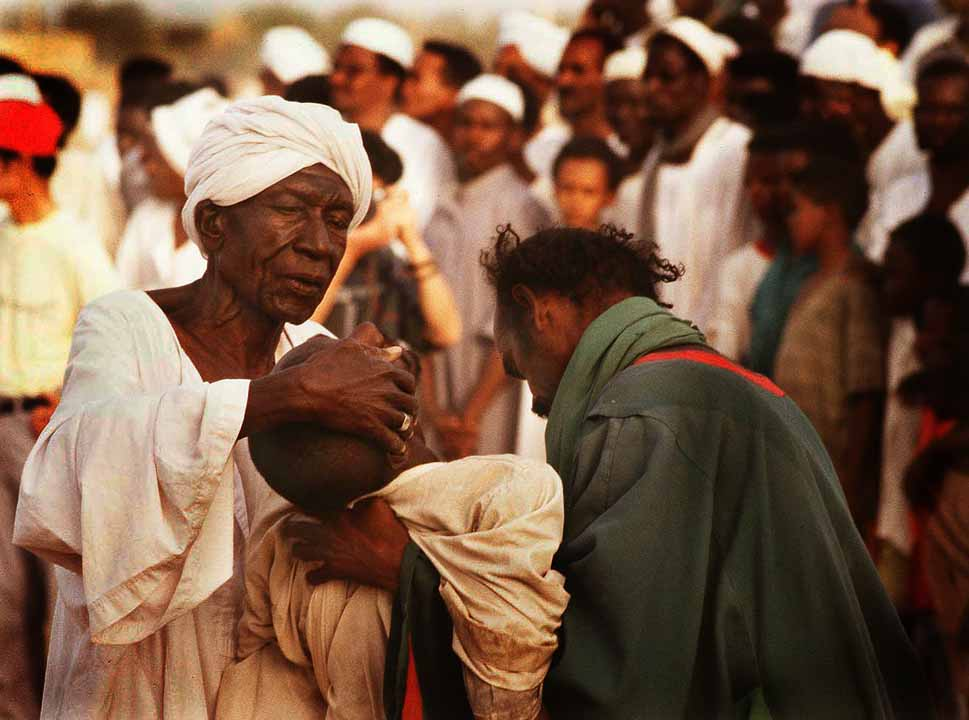
Dhikr en la tumba del jeque qadiriyya Hamed al-Nil en Omdurmán, Sudán

El dhikr puede practicarse en solitario como ejercicio espiritual, o—similar a las letanías—en comunidad, normalmente como parte de las ceremonias de una orden sufí (Tarīqa). Las formas individuales y comunitarias de dhikr han coexistido desde los primeros tiempos del sufismo.

### Fórmulas de invocación y técnicas de respiración
En el dhikr en voz alta, se repite varias veces un determinado nombre de Dios. El dhikr más sencillo, que siempre ha sido central, es la repetición del nombre de Dios Alá. Esta forma de dhikr parece una variante islámica de la oración de nombres, como la Oración de Jesús en el cristianismo ortodoxo o la práctica del nionfu o nembutsu en el budismo de la Tierra Pura o la del japa (yapa) en el hinduismo. 
Otras invocaciones a Dios suelen ser los 99 nombres de Dios o los atributos de Alá. Las fórmulas más utilizadas son Ya Allah («Oh, Alá»), Ya Hu (aproximadamente: «Oh Él») y Ya Hayy («Oh Viviente»). Además, la Shahada (el credo islámico) se recita muy a menudo en comunidad: La ilaha illa llah («No hay más Dios que Dios») Muḥammadun rasūlu ʾllāh(i) («Mahoma es el mensajero de Dios») y en variación: Lā ilāha ilā Hū («No hay otro dios que Él»). El dhikr en voz alta suele parecerse a un canto rítmico. Las fórmulas suelen recitarse 11 o 33 veces. Al principio se utilizaban piedras para contar, más tarde la camándula de oración islámica (misbaha) con 11, 99, pero sobre todo 33 cuentas, que también se utiliza en el dhikr silencioso. Hay más cuentas en un dhikr adaptado al uso de novicios (murid).
En muchas tradiciones comunales y en voz alta (pronunciando el nombre divino con cada respiración), las pronunciaciones se combinan con una exhalación intermitente. También es habitual la respiración alternada hacia el lado derecho y el izquierdo, que se realiza técnicamente inclinando alternativamente la cabeza, la parte superior del cuerpo hacia un lado o levantando alternativamente las piernas. El uso de estas técnicas de respiración requiere práctica.

### Rituales relacionados

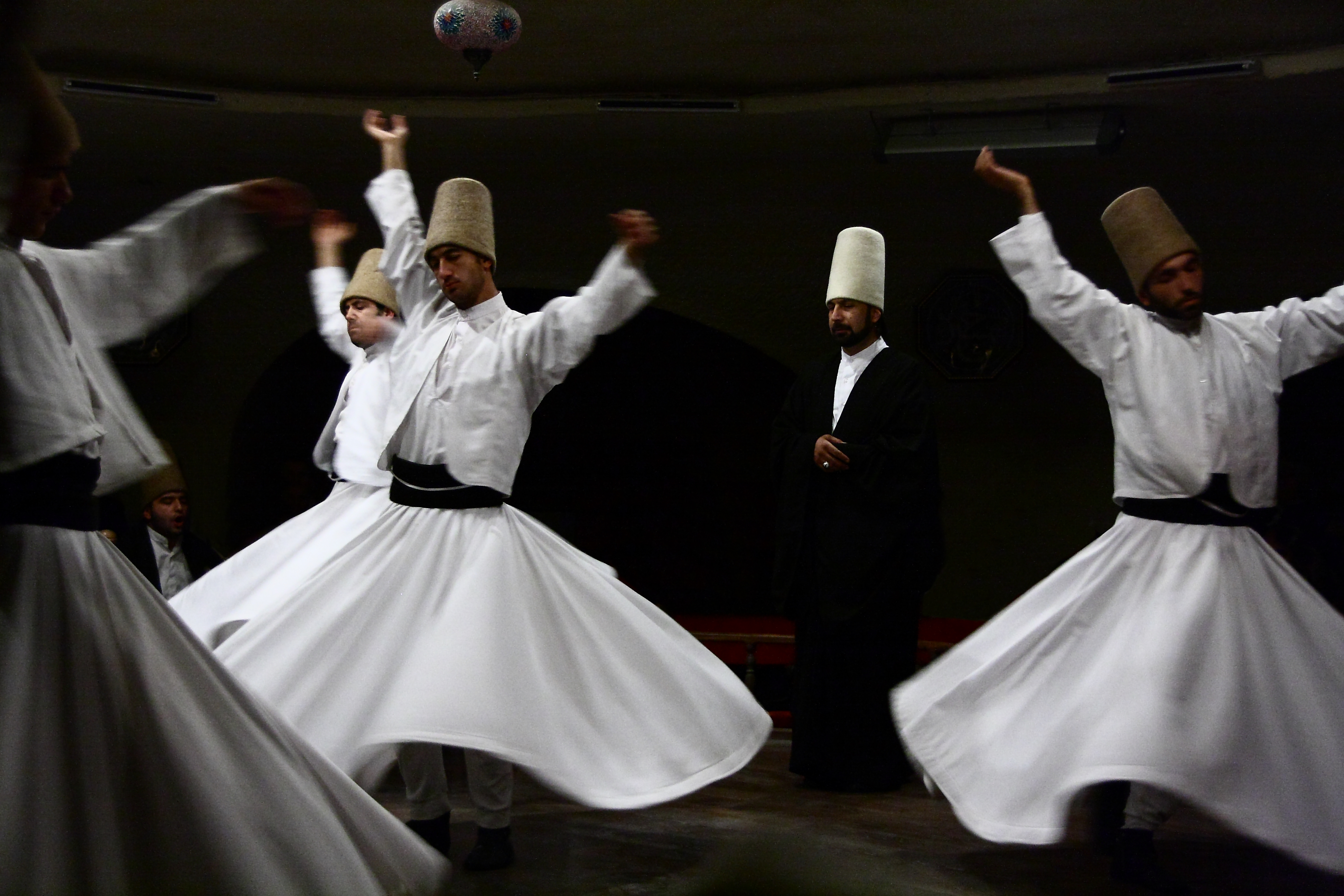
Semah de los sufíes mevleví bajo la dirección de un maestro.